# Мајстор и Маргарита (филм)
Мајстор и Маргарита (итал. Il maestro e Margherita) је југословенско-италијански филм из 1972. године. Режирао га је Александар Петровић који је са Барбаром Алберти адаптирао сценарио по истоименом роману Михаила Булгакова.

## Радња
Радња филма се одвија у Москви, 1925. године. Писац Николај Максудов Маестро (у роману нема име, већ је само Маестро или Мајстор) је јавно осуђен од стране пролетерских писаца због драмског дела „Понтије Пилат“, а заказана премијера бива отказана. Пометњу у збивања уноси Сатана, са својим помоћницима. У најтежим тренуцима уз писца је Маргарета, жена коју воли.

## Награде
- Плакета Светог Марка, Венеција 1972.
- Награда Цудалк, Венеција 1972.
- Сребрни Хуго, Чикаго 1972.
- Велика златна арена, Пула 1972.
- Златна врата Пуле
- Златна арена за режију, Александар Петровић
- Златна арена за мушку улогу, Велимир Бата Живојиновић
- Златна арена за сценографију

## Остала филмска дела
Роман „Мајстор и Маргарита“ је био инспирација многим филмским и телевизијским редитељима. Исте године када је реализован Петровићев филм, Анджеј Вајда је режирао филмску драму о Понтију Пилату, а касније је снимљено још пет филмских дела по мотивима романа или делова романа.

## Улоге
| Глумац                | Улога                                   |
| --------------------- | --------------------------------------- |
| Уго Тоњаци            | Николај Афанасијевич Максудов „Маестро“ |
| Ален Куни             | Професор Воланд, Сатана                 |
| Мимси Фармер          | Маргарета Николајевна                   |
| Павле Вуисић          | Азазело, Сатанин слуга                  |
| Велимир Живојиновић   | Коровјев, Сатанин слуга                 |
| Фабијан Шоваговић     | Берлиоз, књижевник                      |
| Данило Бата Стојковић | Бобов                                   |
| Љуба Тадић            | Понтије Пилат                           |
| Ташко Начић           | Римски, управник позоришта              |
| Златко Мадунић        | Оскар Даниловић                         |
| Фахро Коњхоџић        |                                         |
| Јанез Врховец         |                                         |
| Бранка Веселиновић    |                                         |
| Еуген Вербер          |                                         |
| Шандор Медве          |                                         |
| Васа Пантелић         |                                         |
| Александар Ђурић      |                                         |
| Анела Гојков          |                                         |
| Ева Рас               | Возач трамваја                          |
| Бранислав Јеринић     | Понтије Пилат (глас)                    |
| Бранко Плеша          | Професор Воланд, Сатана (глас)          |

## Културно добро
Југословенска кинотека је, у складу са својим овлашћењима на основу Закона о културним добрима, 28. децембра 2016. године прогласила сто српских играних филмова (1911-1999) за културно добро од великог значаја. На тој листи се налази и филм "Мајстор и Маргарита".